# Галерија грбова Италије
Галерија грбова Италије обухвата актуелни грб Италијанске Републике, историјске грбове Италије, као и грбове италијанских региона.

## Актуелни грб Италије
- Амблем
 Италијанске Републике 
 (1946–данас)
- Амблем
 Италијанске морнарице

## Историјски грбови Италије
- Грб
 Пијемонт-Сардиније 
 (1831–1833)
- Грб
 Пијемонт-Сардиније 
 (1833–1848)
- Грб
 Пијемонт-Сардиније 
 (1. август - 28. новембар 1848)
- Грб
 Пијемонт-Сардиније 
 (28. новембар 1848 - 17. март 1961)
- Грб
 Пијемонт-Сардиније 
 (17. март 1961 - 4. мај 1870)
- Грб
 Краљевине Италије 
 (4. мај 1870–1890)
- Грб
 Краљевине Италије 
 (1890-1927; 1944–1946)
- Грб
 Краљевине Италије 
 (1927-1929)
- Грб
 Краљевине Италије 
 (1929-1944)
- Грб
 Италијанске СР 
 (1943–1945)

## Грбови региона Италије
- Грб
 Абруца
- Грб
 Аосте
- Грб
 Апулије
- Грб
 Базиликате
- Грб
 Венета
- Грб
 Емилија-Ромање
- Грб
 Калабрије
- Грб
 Кампаније
- Грб
 Лација
- Грб
 Лигурије
- Грб
 Ломбардије
- Грб
 Молизеа
- Грб
 Пијемонта
- Грб
 Сардиније
- Грб
 Сицилије
- Грб
 Тоскане
- Грб
 Трентино-Јужног Тирола
- Грб
 Умбрије
- Грб
 Фурланија-Јулијске